# Toshiyuki Kuroiwa
Toshiyuki Kuroiwa (黒岩敏幸 (Kuroiwa Toshiyuki?); Tsumagoi, 27 febbraio 1969) è un ex pattinatore di velocità su ghiaccio giapponese.

## Palmarès

### Olimpiadi
- Argento a Albertville 1992 nei 500 metri.

### Mondiali
- Bronzo a Inzell 1991 nello sprint.
- Bronzo a Oslo 1992 nello sprint.